# Телекран

Телекраны на площади Победы. Кадр из фильма «1984».

Телекран (англ. Telescreen; также переводится как телескрин или монитор) — вымышленное устройство, представленное в романе Джорджа Оруэлла «1984» и его экранизациях. Используется в качестве орудия пропаганды и средства слежки за населением — предположительно, аппарат оснащён камерой видеонаблюдения.

## Описание и принцип работы
Телекран представляет собой широкую панель, устанавливаемую на стенах. Несмотря на то что устройство является одной из ключевых технологий мира «1984», Оруэлл крайне мало пишет о механизме его работы, о том, каким образом осуществляется слежка и телерадиовещание. Автор уделяет значительное внимание истории государства Океания, но практически ничего не сообщает о том, кто управляет телекраном, заставляет его издавать звуки, например, свист.
Несмотря на то что в романе принципу работы устройства уделено мало внимания, некоторые исследователи считают, что за работой телекранов следит значительное число людей, возможно, состоящих в полиции мыслей. Это делает работу средств слежки несовершенной, так как люди могут забыть или не записать какую-то информацию.
Телекраны размещены в местах проживания океанийцев. День каждого из них начинается в 07.15 с оглушительного свиста, издаваемого телекраном. Далее партийцы под надзором устройства должны выполнять физические упражнения. Телекраны также использовались во время проведения масштабных общественных мероприятий, например двухминуток ненависти.

## Сравнение с Интернетом
Многие критики и исследователи творчества Оруэлла, в том числе и профессор права Лоуренс Лессиг, сравнивают вымышленное устройство со Всемирной сетью. По мнению профессора, Интернет вторгается в частную жизнь людей и позволяет следить за ними сильнее, чем телекран: во-первых, каждый океаниец знает о том, где и в какое время за ним наблюдают; во-вторых, следить за работой устройства и собирать информацию о происходящем должны люди, способные что-либо пропустить или забыть. По его словам, Сеть может быть куда более предпочтительным средством слежки за населением для тоталитарных режимов, нежели телекран, из-за того, что она сохраняет все данные, не забывая ничего. Однако Лессиг считает, что структуру Интернета вполне можно перестроить таким образом, чтобы он уподобился телекрану — стал невнимательнее и забывчивее.
Американский юрист Питер Хабер считает, что описанная Джорджем Оруэллом структура напоминает Сеть. Но он считает её технологией свободы, и что уровень свобод увеличивается с развитием Интернета. По его мнению, в случае внесения определённых изменений в работу Интернета тот может стать средством контроля. Хабер называет телекран «ахиллесовой пятой» романа «1984» и не признаёт её орудием тоталитаризма.